# Rice Lake, Ontario
Rice Lake är en sjö i Kanada.   Den ligger i countyt Peterborough County och provinsen Ontario, i den sydöstra delen av landet, 240 km sydväst om huvudstaden Ottawa. Rice Lake ligger 184 meter över havet. Arean är 94 kvadratkilometer. Den sträcker sig 25,0 kilometer i nord-sydlig riktning, och 29,7 kilometer i öst-västlig riktning.
Följande samhällen ligger vid Rice Lake:
- Gores Landing (10 702 invånare)
- Hastings (1 208 invånare)

Runt Rice Lake är det glesbefolkat, med 18 invånare per kvadratkilometer.